# Greifenstein (Naturschutzgebiet)
Das Naturschutzgebiet Greifenstein liegt im Landkreis Saalfeld-Rudolstadt in Thüringen. Das 59,9 ha große Naturschutzgebiet mit der NSG-Nr. 158 erstreckt sich am nördlichen Ortsrand von Bad Blankenburg. Es umfasst den Burgberg (auch „Greifenstein“ oder „Hausberg“ genannt) mit der Burgruine Greifenstein und die südlichen Abhänge des Kesselberges nördlich des Greifensteins.

## Bedeutung
Das Gebiet ist seit 1961 wegen der Artenvielfalt in Fauna und Flora als Naturschutzgebiet ausgewiesen.